# Marc Guillaume Alexis Vadier

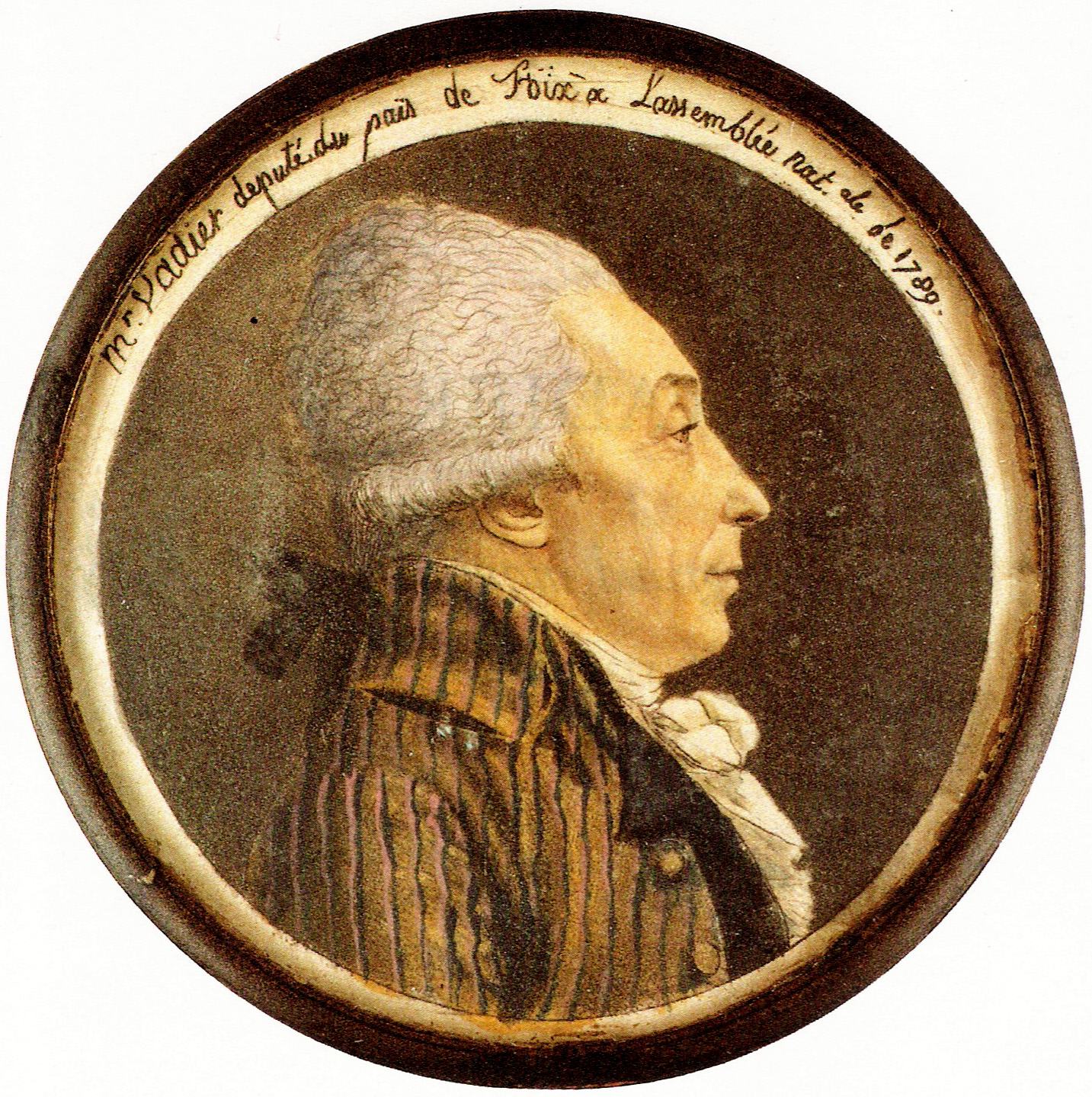
Marc Guillaume Alexis Vadier

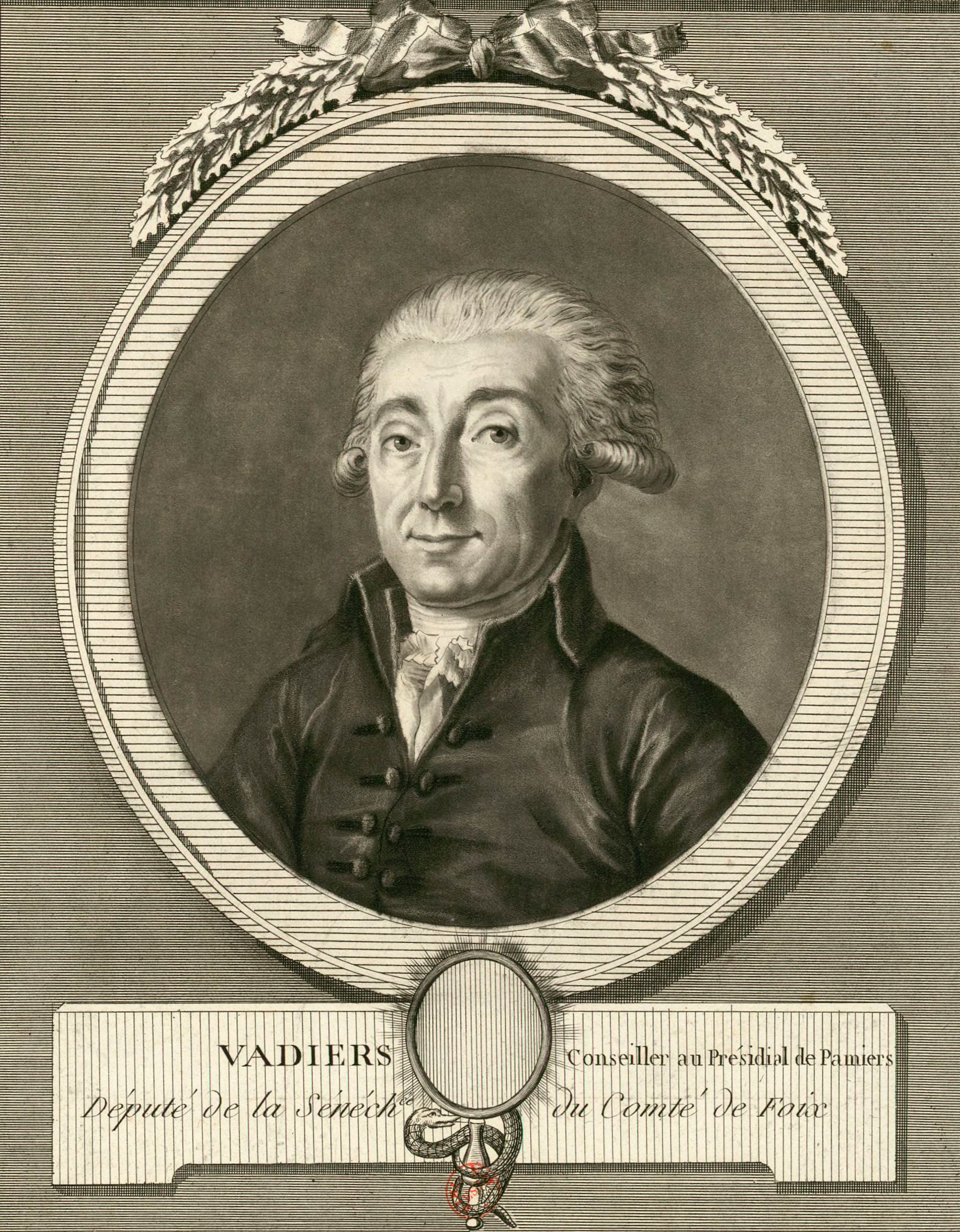
Marc Guillaume Alexis Vadier

Marc Guillaume Alexis Vadier (* 17. Juli 1736 in Pamiers (Département Ariège); † 14. Dezember 1828 in Brüssel) war ein französischer Revolutionär.

## Leben
Vadier wurde in einer Jesuitenschule erzogen und ausgebildet. Er trat in die französische Armee ein, beendete jedoch seinen Dienst nach der Teilnahme an der Schlacht bei Roßbach (1757). Danach studierte er die Rechte und kaufte das Amt eines Rates am Oberlandesgericht zu Pamiers.
Im Jahr 1789 wurde Vadier vom Dritten Stand seiner Geburtsstadt in die Generalstände (États généraux) gewählt. Er befürwortete die konstitutionelle Monarchie, aber nach der fehlgeschlagenen Flucht nach Varennes von Ludwig XVI. (20./21. Juni 1791) forderte Vadier die Absetzung des Königs. Vadier wurde im Oktober 1791 Richter am Tribunal von Mirepoix. Im September 1792 wählte ihn das Departement Ariège in den Nationalkonvent. Vadier näherte sich der Bergpartei und stimmte für den Tod des Königs. Im Frühjahr 1793 bekämpfte er energisch die Girondisten. Am 14. September 1793 wurde Vadier in den Sicherheitsausschuss aufgenommen, in dem er bald eine führende Rolle einnahm. Er setzte sich als entschiedener Gegner von Kirche und Religion für die Entchristlichungskampagne ein. Anfang 1794 drängte er auf die Festnahme von Danton.
Zu einem Zerwürfnis zwischen Vadier und Robespierre kam es aufgrund der Bildung eines Polizeibüros im Mai 1794, das dem Wohlfahrtsausschuss direkt und nicht dem Sicherheitsausschuss unterstellt wurde. Des Weiteren lehnte Vadier Robespierres „Kult des höchsten Wesens“ als Ersatzreligion ab. In diesem Zusammenhang präsentierte er seinen Ausschusskollegen die Offenbarung der Predigerin Catherine Théot, laut welcher Robespierre eine Wiederkunft des Messias sei. Die persönlichen Differenzen mit Robespierre führten zu Vadiers Teilnahme an den Vorbereitungen zum Umsturz vom 9. Thermidor (27. Juli 1794).
Nach dem 9. Thermidor bejahte Vadier die „Schreckensherrschaft“. Er zählte zu den „linken“ Thermidorianern um Barère, Billaud-Varenne und Collot d’Herbois, welche die Herrschaft der Jakobiner ohne Robespierre fortführen wollten. Diese Politik scheiterte. Am 2. März 1795 wurde Vadier verhaftet und zur Deportation nach Cayenne verurteilt, doch er vermochte rechtzeitig in Paris unterzutauchen. Im November 1795 schloss sich Vadier der „Gesellschaft der Freunde der Republik“ an, die ihre Sitzungen in der Nähe des Panthéons hielten und deswegen als „Panthéonklub“ bekannt wurde. Er gewann an Einfluss und fungierte als erster Präsident des Panthéonklubs. Das Direktorium befürchtete ein Erstarken der Opposition von links und setzte am 27. Februar 1796 die Schließung des Panthéonklubs durch. Obwohl Vadier nicht an der „Verschwörung der Gleichen“ um Babeuf mitgewirkt hatte, wurde er im Mai 1797 vor das Oberste Gericht in Vendôme gestellt. Das Oberste Gericht sprach ihn frei. Trotz des Freispruches wurde Vadier auf die Insel Pelée in der Nähe von Cherbourg interniert.
Zu Beginn des Konsulats wurde Vadier begnadigt und freigelassen. Er betätigte sich nicht mehr politisch, lebte in Paris, später in Toulouse und seit 1810 in Peyroutet. Nach der Restauration der Bourbonenmonarchie wurde Vadier im Jahr 1816 als „Königsmörder“ des Landes verwiesen. Der Achtzigjährige zog nach Mons und danach nach Brüssel. Dort verstarb Vadier am 14. Dezember 1828.